# عامي كنعان مان
عامي كنعان مان (بالإنجليزية: Ami Canaan Mann)‏ (و. 1969  م) هي مخرجة أفلام، وكاتبة سيناريو أمريكية، ولدت في لندن.

## التعليم
تعلمت في جامعة كاليفورنيا الجنوبية
.

## وصلات خارجية
- عامي كنعان مان على موقع IMDb (الإنجليزية)
- عامي كنعان مان على موقع ألو سيني (الفرنسية)
- عامي كنعان مان على موقع أول موفي (الإنجليزية)
- عامي كنعان مان على موقع قاعدة بيانات الفيلم (الإنجليزية)
- عامي كنعان مان على موقع كينوبويسك (الروسية)